# Мамати
Мамати (груз. მამათი) — село в Грузии. Находится в Ланчхутском муниципалитете края Гурия, на высоте 300 метров над уровня моря, южнее Гурийского хребта. Мамати является центром сельской общины, в которую входят также 4 села: Кончкати, Кведа-Мамати, Мамати, Шатири).
Население села по переписи 2014 года составляет 254 человек, из них большинство грузины.
Ранее Мамати было одним из крупнейших религиозных центров Гурии.

## Известные люди
В 1928 году в Мамати родился советский государственный деятель, первый секретарь ЦК компартии Грузии, грузинский политик, второй президент Грузии Эдуард Шеварднадзе.